# George Augustus Eliott
George Augustus Eliott (25 décembre 1717 – 6 juillet 1790, Aix-la-Chapelle), 1er baron Heathfield et chevalier de l’Ordre du Bain, est un officier britannique qui s'est surtout illustré par son commandement lors du siège de Gibraltar.

## Biographie

### Jeunesse et apprentissage
Eliott était le dixième fils (et huitième survivant) de Sir Gilbert Eliott, 3e baronnet de Stobs, et de sa cousine éloignée Eleanor, fille de William Elliot de Wells (Roxburghshire). Sa tante, Charlotte Elliot, sœur d’Eleanor, s'était mariée avec Roger Elliott (en), un autre gouverneur de Gibraltar.
Eliott étudia à l’université de Leyde puis à l’École d’artillerie de La Fère. Il sert dans l'armée prussienne au cours de la campagne 1735-1736, puis en 1741, rejoint les rangs de la 2e brigade des grenadiers à cheval, que commande son oncle, le lieutenant-colonel William Elliot of Wells (en), et où lui commandera avec le même grade. Il prend part aux combats de la guerre de Succession d'Autriche de 1742 à 1748, est blessé à la bataille de Dettingen et participe à la bataille de Fontenoy.
Eliott est aide de camp du roi George II de 1756 à 1759. Le 10 mars 1759, il devient colonel du 1er régiment de cavalerie légère qu'il a levé (et qui deviendra par la suite le 15e dragons légers, puis le 15e hussards). Il se distingua au cours de la guerre de Sept Ans, particulièrement au cours de la bataille de Minden.
 
Il est promu major-général en 1759 et prend part à l’expédition britannique à Cuba en 1762, avec le rang de commandant en second lors de la prise de La Havane. Il est promu lieutenant-général en 1765, avec effet rétroactif à 1761. Avec la part de butin qui lui a été accordée lors de la prise de La Havane, Eliott acquiert la propriété de Heathfield Park, une maison de campagne dans le village de Heathfield, Sussex de l'Est, d'où son titre de noblesse.
Sa femme meurt le 22 octobre 1772. Puis de 1774 à 1775 il exerce les fonctions de commandant en chef d’Irlande, gouverneur de Londonderry et de Culmore. Le 6 mars 1775, il entre au Conseil privé de la Couronne, et le 25 mai 1777 est nommé gouverneur de Gibraltar, succédant à Robert Boyd (en). Il est enfin promu général en 1778.

### Le siège de Gibraltar

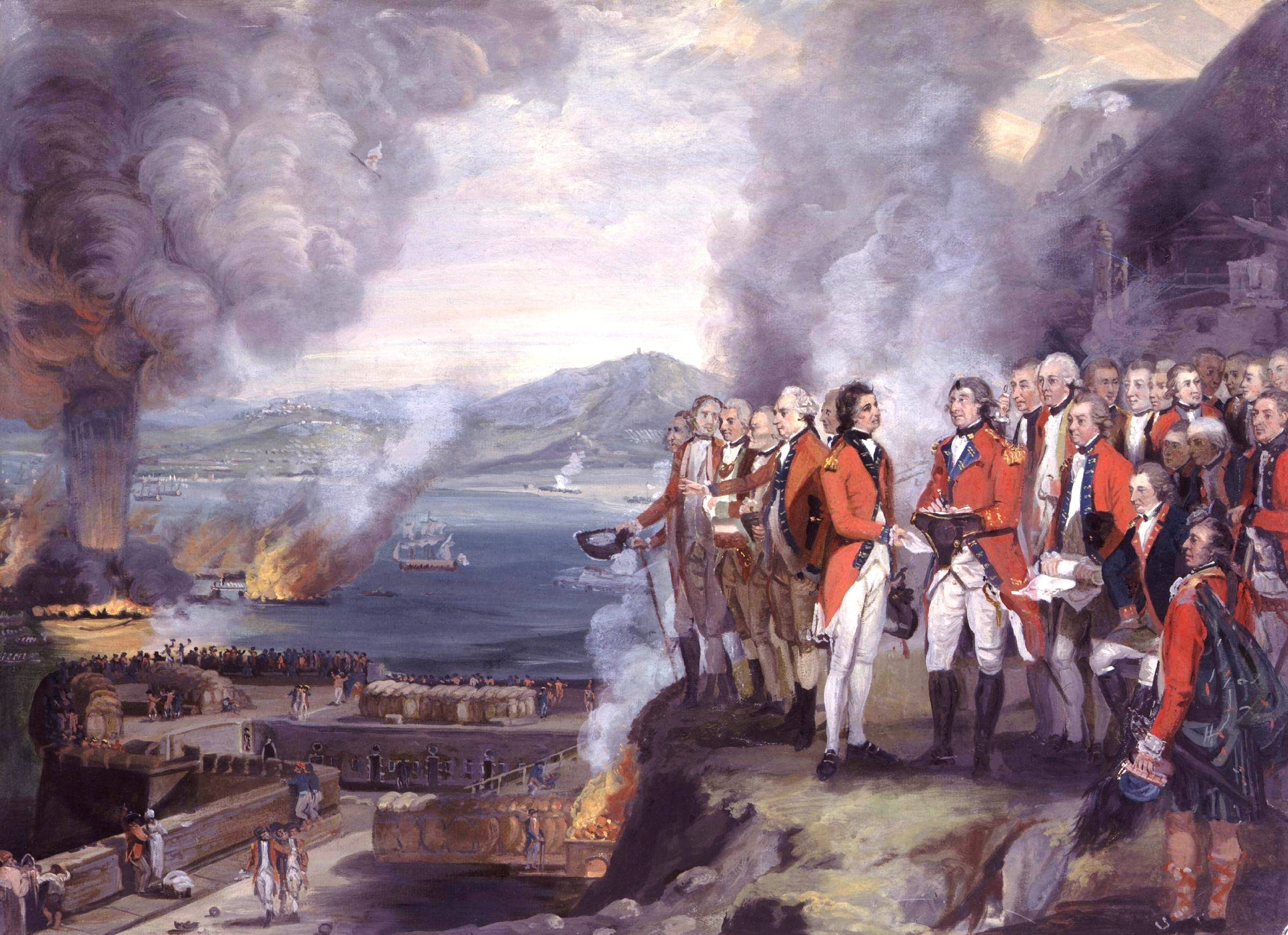
L'attaque franco-espagnole du 13 septembre 1782 contre Gibraltar. À gauche, l'explosion des batteries flottantes sous le feu des canons anglais. À droite, George Elliott et son état-major. (George Carter, 1784)

En juillet 1779, Gibraltar est assiégée par les Français et les Espagnols. Dès le mois d'août, il devient évident que les Espagnols envisagent de réduire la garnison en l'affamant. Ce « grand siège de Gibraltar » s'étalera finalement de 1779 à 1783. Dans une lettre restée fameuse adressée par George Elliott aux demoiselles Fuller, datée du 21 septembre 1779 et parvenue le 4 octobre, on lit simplement : « Nothing new. G.A.E. ».
Le 13 septembre 1782, les Français et les Espagnols tentent une opération combinée de grande ampleur pour faire tomber les remparts, avec 40 000 hommes, 48 navires dont 10 galiottes à bombes et 450 canons. La garnison résiste à l'assaut imaginé par l'ingénieur Le Michaud d’Arçon. Le 8 janvier 1783, le Parlement britannique remercie officiellement le général George Eliott et le recommande pour l’ordre du Bain. Le 6 février 1783, les coalisés lèvent le siège. George reçoit les honneurs officiels à Gibraltar le 23 avril.
Il y a, à la National Portrait Gallery, un tableau de George Carter de 1784 intitulé The Siege of Gibraltar (1782).

### Fin de carrière

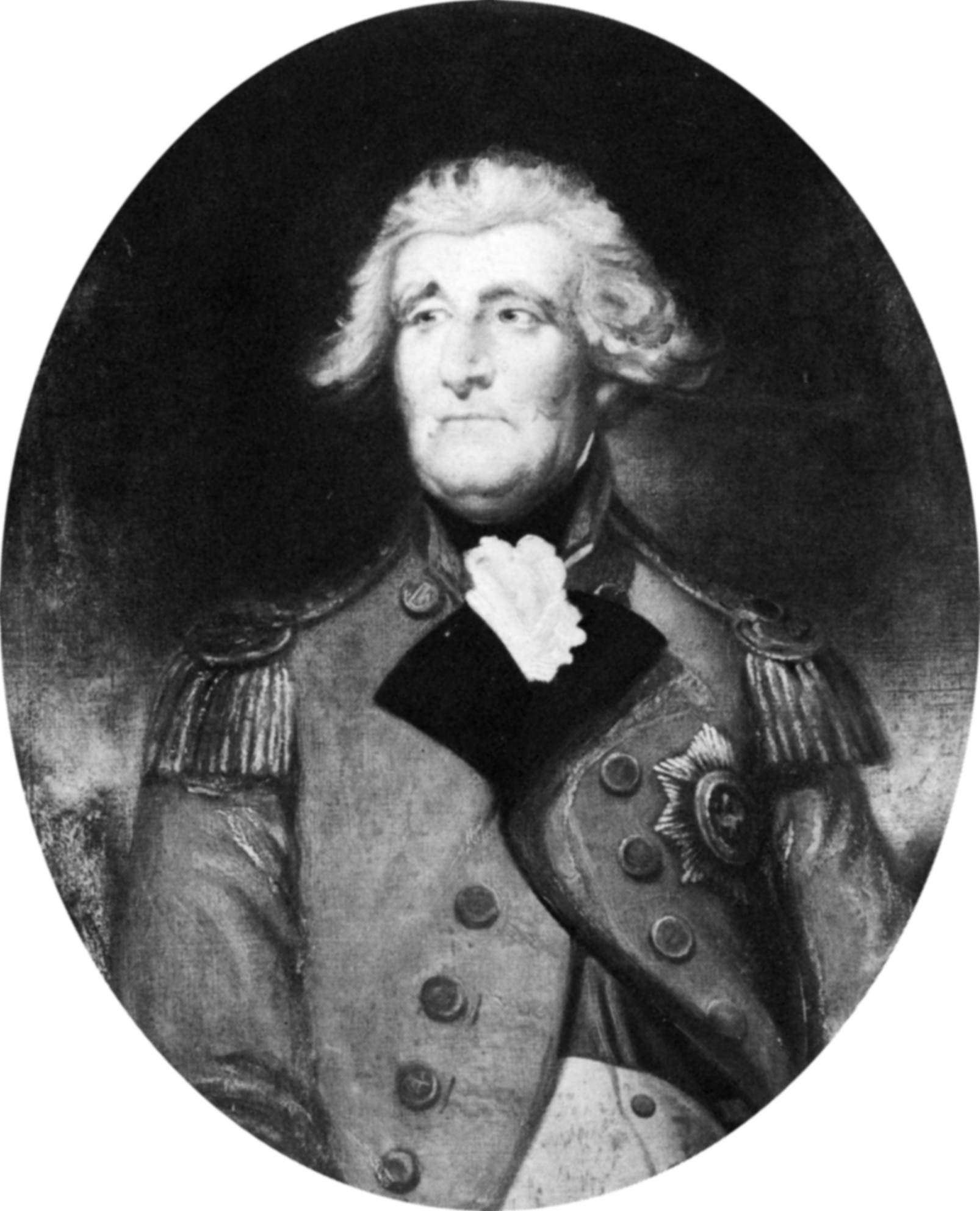
Portrait de George Augustus Eliott par un artiste de l'école de Joshua Reynolds.

En 1787, le général Eliott retourne en Angleterre. Le 6 juillet 1787, il est créé Lord Heathfield, Baron Heathfield of Gibraltar. Une médaille de bronze frappée de l'inscription « George Augustus Eliott, 1st Baron Heathfield »  de Jean-Pierre Droz et un portrait George Augustus Eliott, 1st Baron Heathfield de John Singleton Copley datés de 1787 sont toujours conservés à la National Portrait Gallery.
En août et septembre 1787, Sir Joshua Reynolds peint son portrait, actuellement exposé à la National Gallery.
Son testament est daté du 27 février 1788. Le 19 mai 1788 George Elliott est formellement reçu comme chevalier de l’Ordre du Bain, et, en juin 1788, James Gillray immortalise ce jour avec un portrait intitulé The Installation Supper aujourd'hui exposé à la National Portrait Gallery.
Le général Elliott doit alors repartir pour rejoindre ses bureaux à Gibraltar dont il est toujours le gouverneur en titre. Mais il tombe malade et reste quelque temps en convalescence à Aix-la-Chapelle. Au cours de l'année 1790, il réside au Grossen Hotel (Dubigk) puis chez Brammertz à Karlsbad, chez Mohren à Kaiserbad, Aix-la-Chapelle. En juin 1790 il loue le château Kalkofen à Aix-la-Chapelle (aujourd’hui Talbotstrasse) où il fait installer ses meubles. Mais il est frappé d'une attaque d’apoplexie le 6 juillet, et meurt, officiellement pour avoir abusé de l’eau minérale locale. On l’enterre d’abord dans le parc du château. Le 27 juillet on procède à l'inventaire de ses biens et ses meubles sont mis en vente par ses héritiers. En 1790, sa dépouille est transférée à Heathfield (Sussex de l'Est). Plus tard encore, elle sera inhulmée de nouveau à St Andrew's Church, Buckland Monachorum, Devon dans le caveau de famille des Drake.

## Famille
Le 8 septembre 1748, George épousa Anne Pollexfen Drake (1726-1772), une descendante collatérale de Sir Francis Drake, à l’église de St Sepulchre-without-Newgate, Londres. Ils auront deux enfants :
- Francis Augustus Eliott, 2e et dernier baron Heathfield (31 décembre 1750-26 janvier 1813)
- Anne Pollexfen Eliott (1754-24 février 1835), qui épouse John Trayton Fuller le 21 mai 1777